# 圣巴斯弟盎堂 (萨尔茨堡)
圣巴斯弟盎堂（Sebastianskirche）是一座罗马天主教教堂，晚期巴洛克风格，位于萨尔茨堡萨尔茨堡新城（Neustadt）的林茨巷（Linzer Gasse）。其建筑与 Sebastiansfriedhof 和St.-Sebastian-Bruderhaus相连。主保圣人圣巴斯弟盎的庆日是在1月20日。

## 历史
第一座教堂建于1500-1512年，于1511年祝圣。 当时，它位于萨尔茨堡城墙外，毗邻瘟疫墓地，因此供奉的是圣巴斯弟盎。重建后于1754年重新祝圣。1818年大火时该堂严重受损，大型天花板壁画和祭坛图都消失了。1821年修复。在1944年11月22日的空袭中，该堂再度遭到破坏，1945年7月修复。在1861–1898年，以及1944–1952年，圣安德肋堂（Andräkirche）两度借圣巴斯弟盎堂使用，因为当时没有教堂可用。

## 建筑

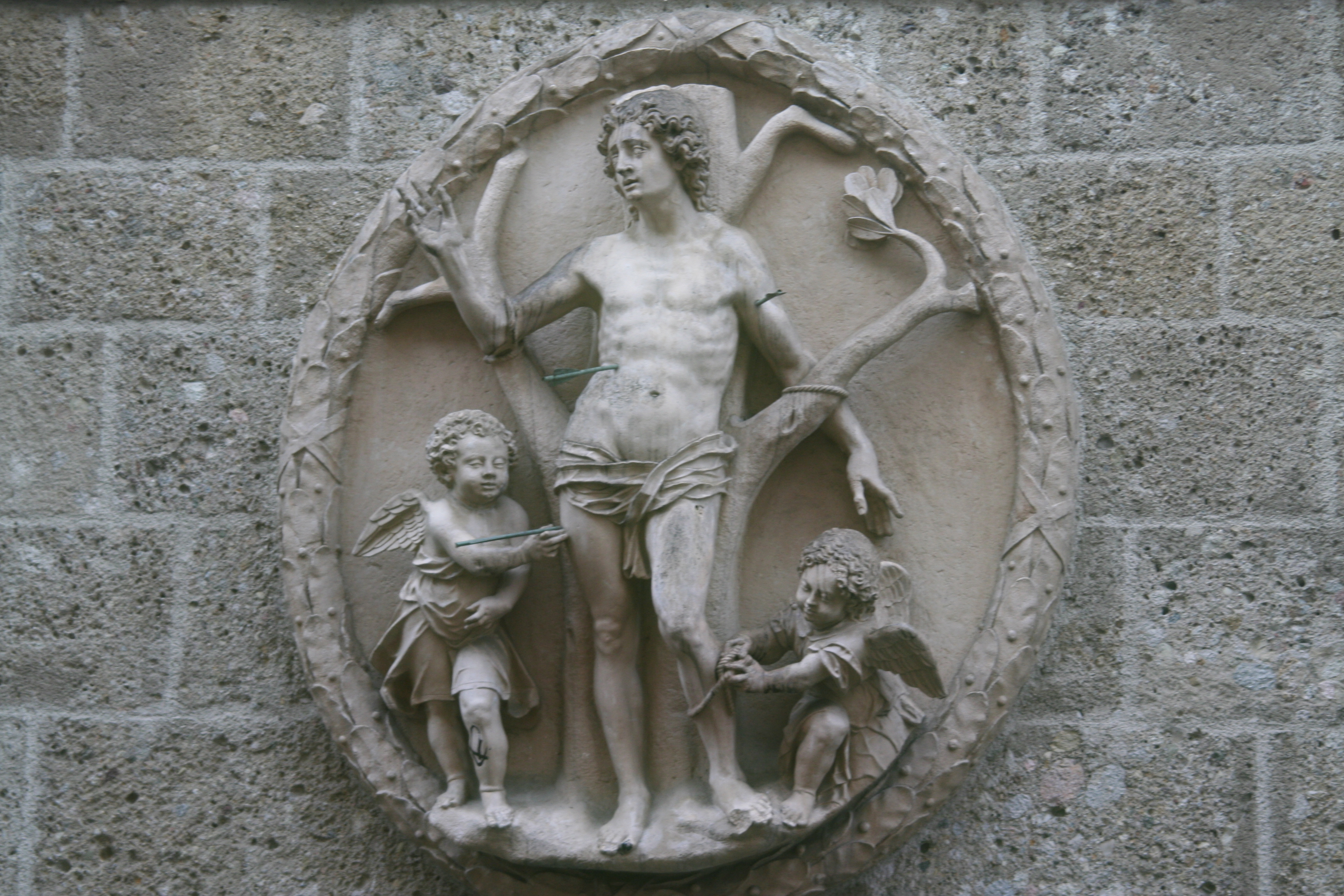
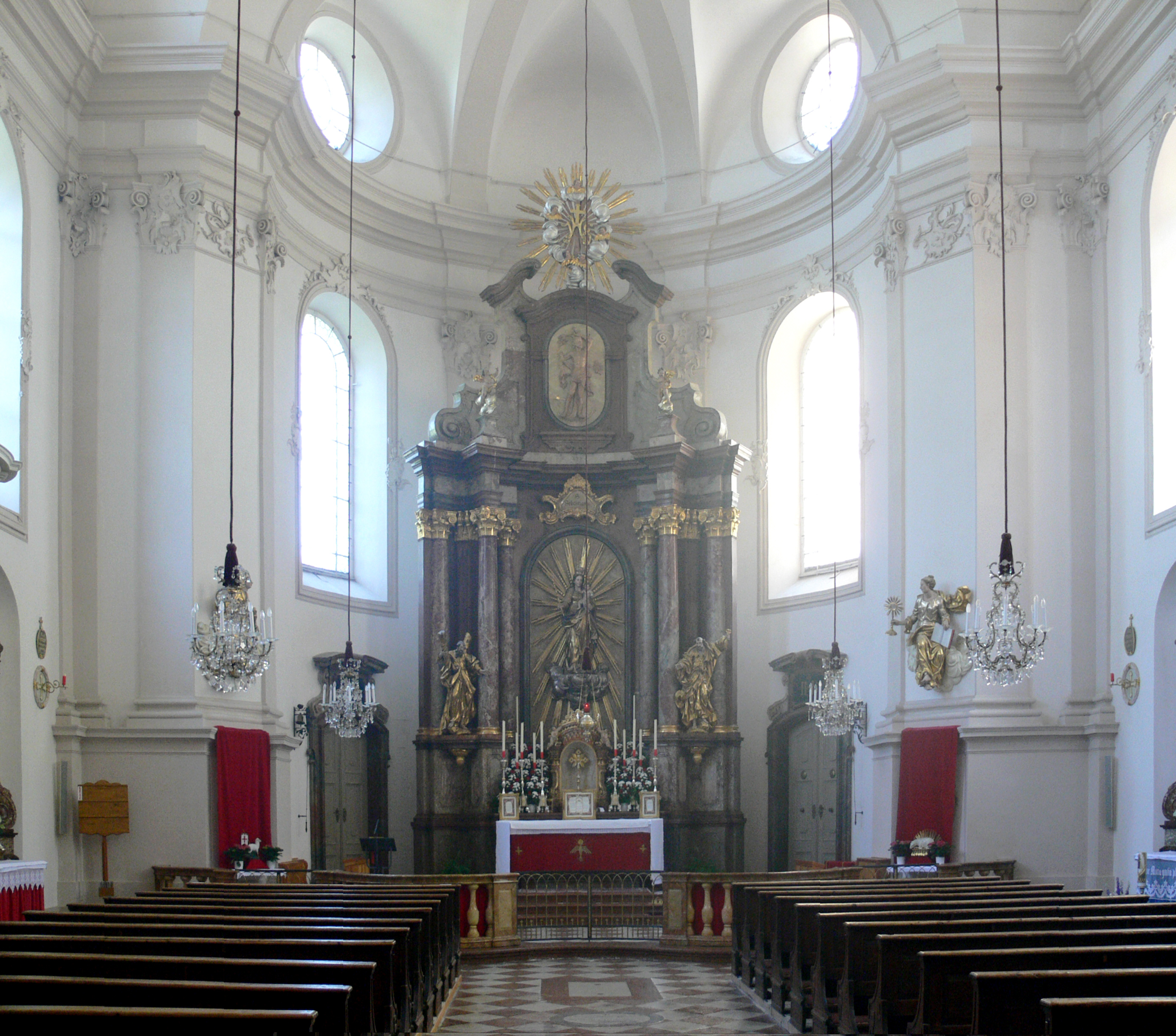
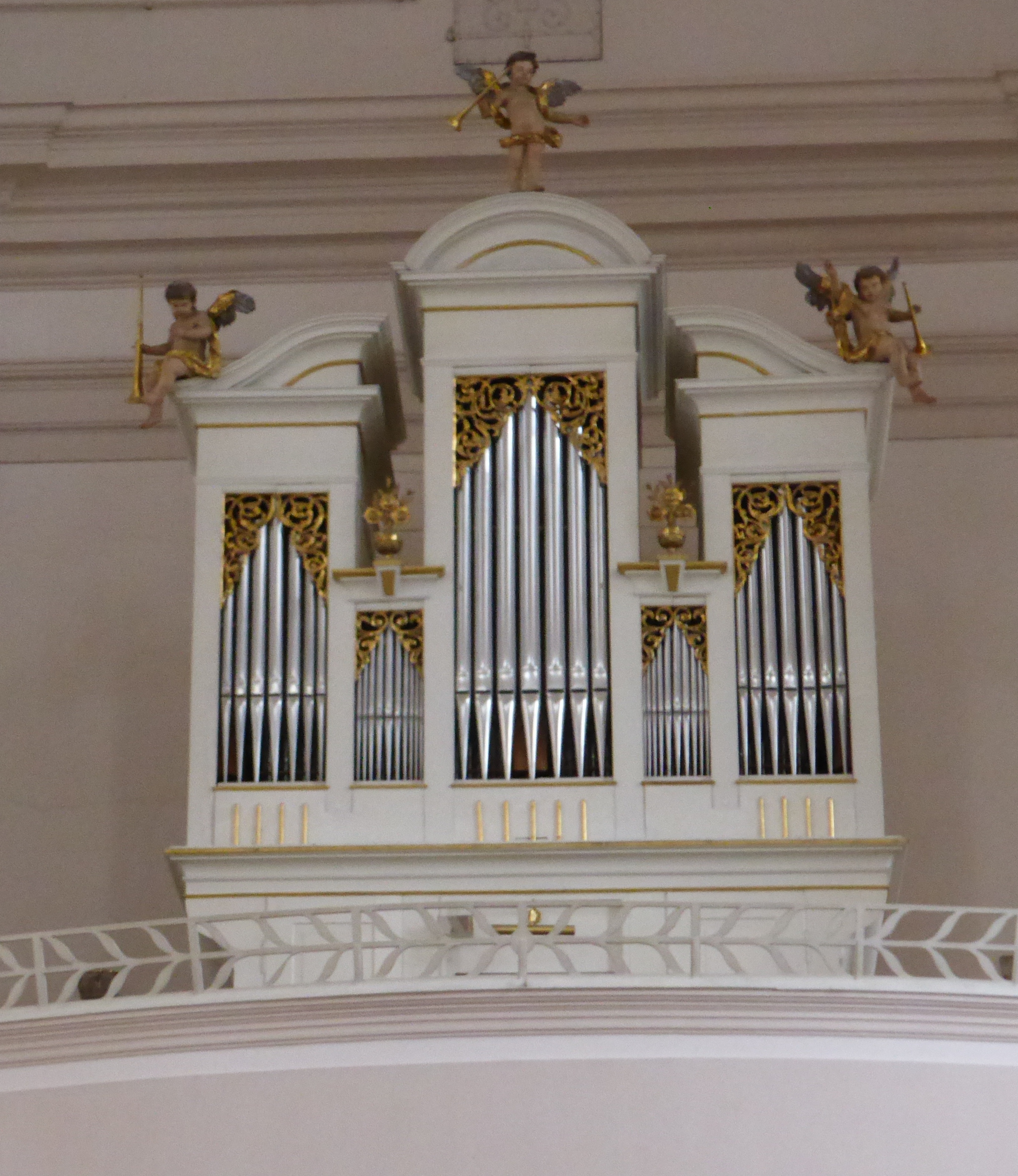

该堂为晚期巴洛克风格，建于 1749年至1753年之间，由建筑师卡西安·辛格（1712-1759 年）设计。教堂的南面临林茨巷，有一座洋葱头圆顶的钟楼。安德烈、彼得和保罗像为18世纪中叶的作品。十字苦像和七苦圣母由弗朗茨·塞拉菲库斯·尼斯尔（Franz Seraphikus Nissl）完成于1820年。

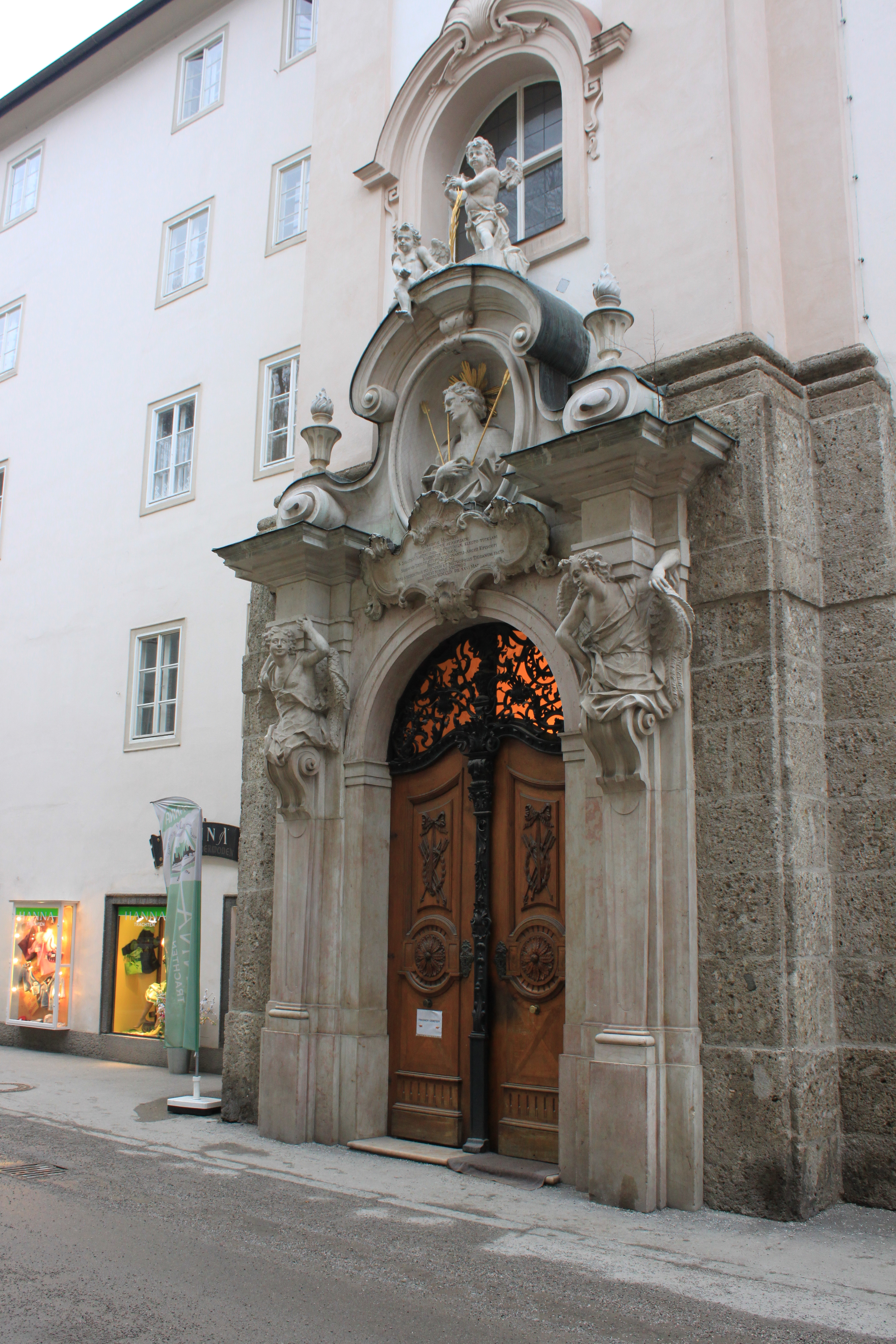
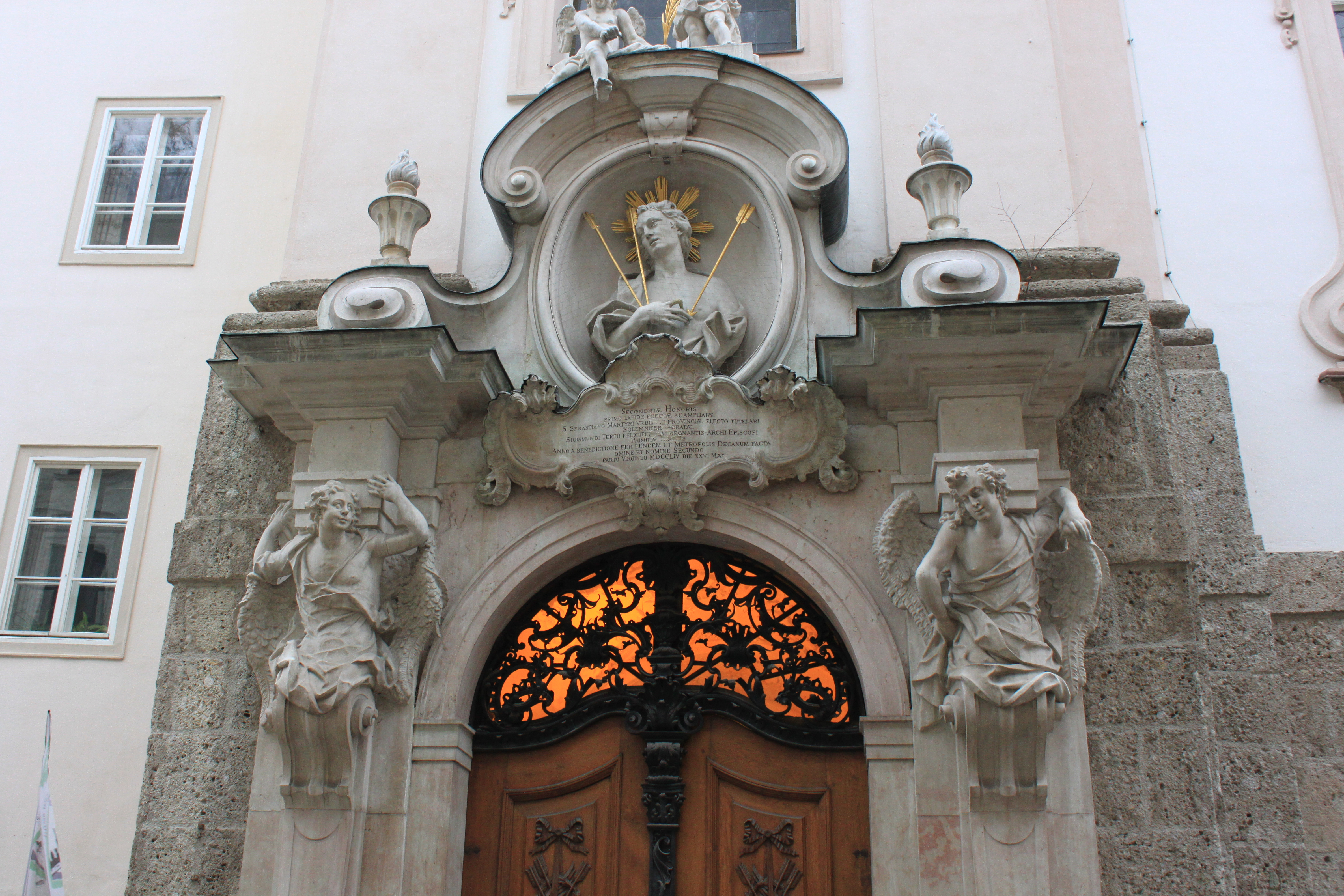
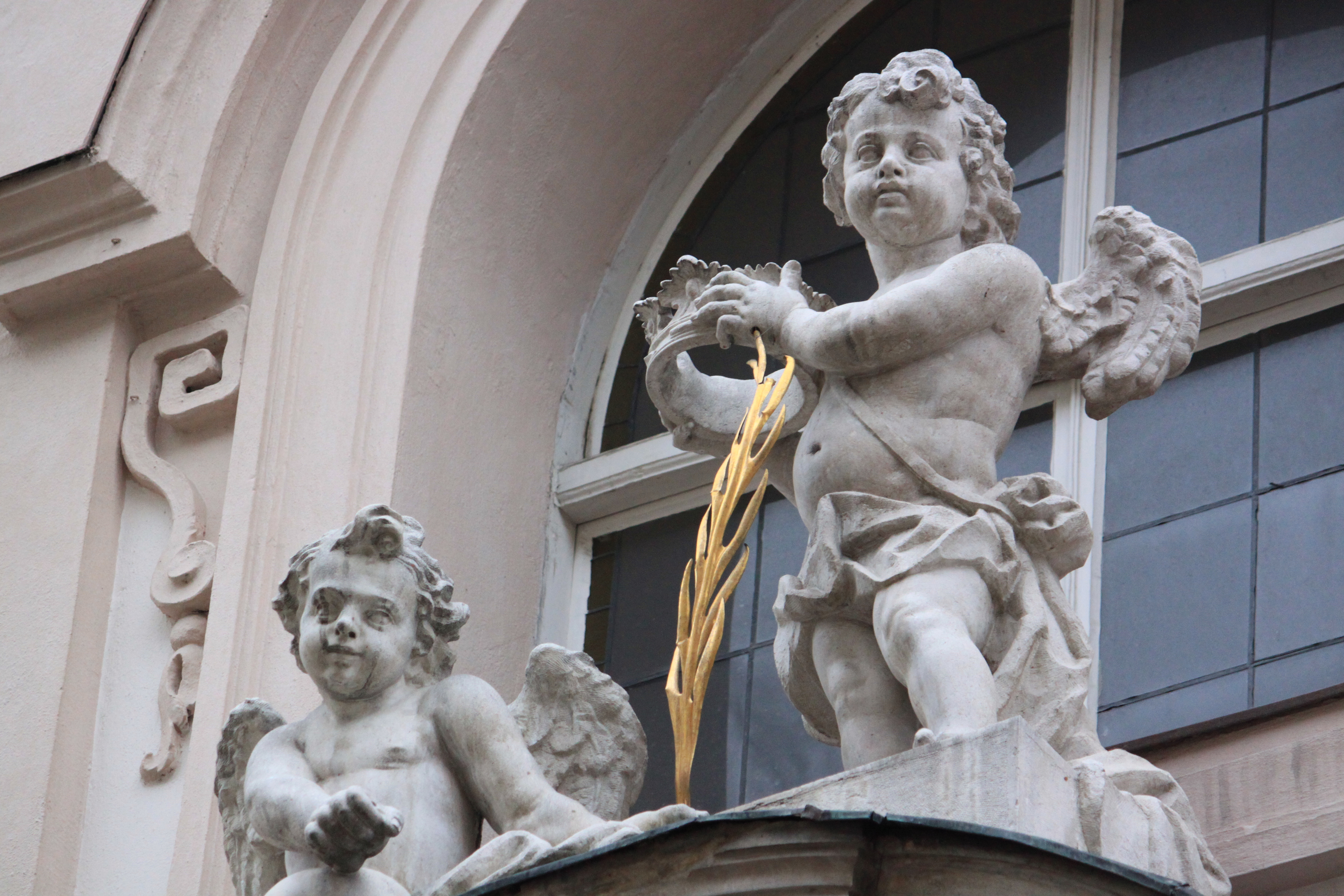
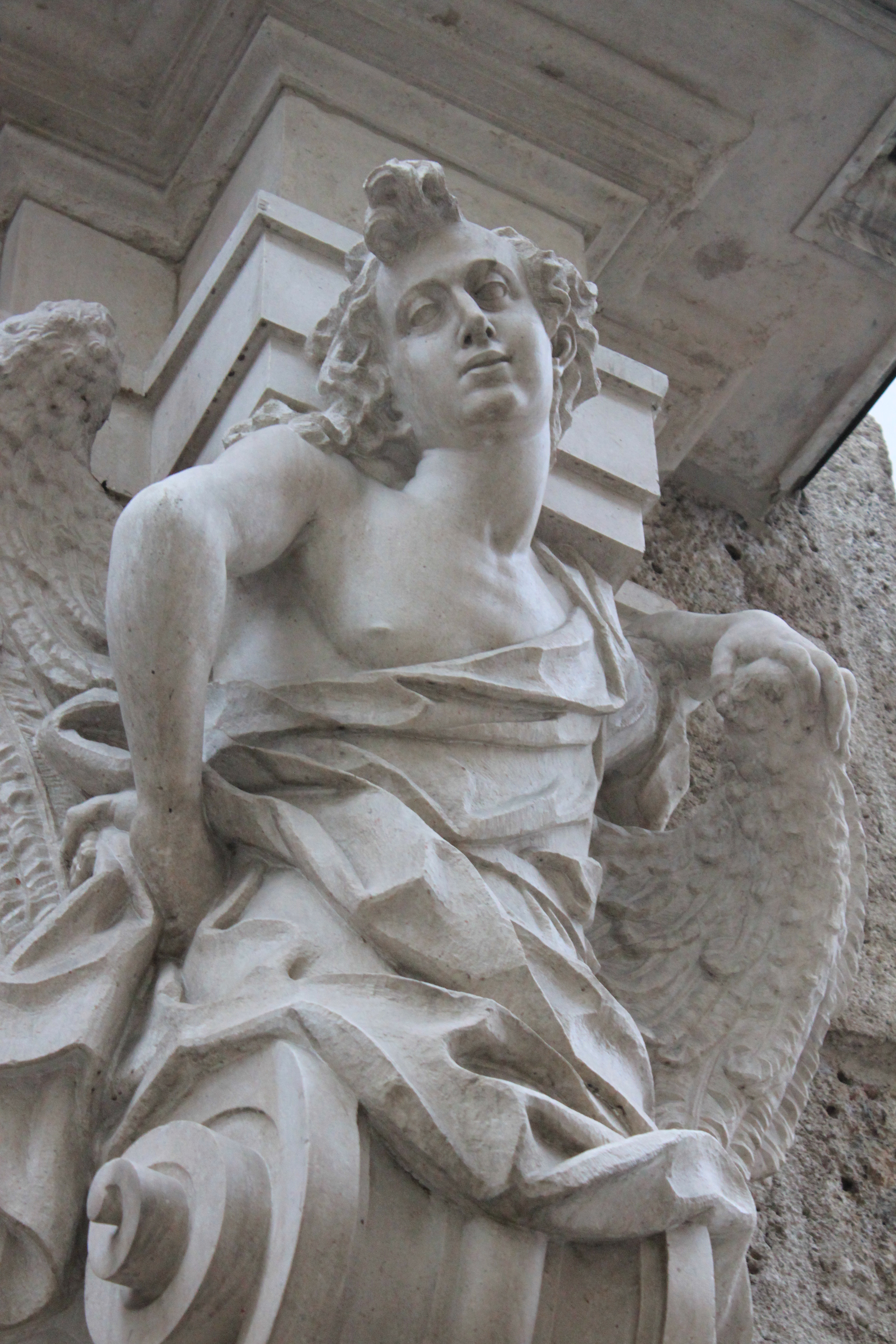